# Michel Platini
Michel Platini (Jœuf, 21 juni 1955) is een Frans voormalig profvoetballer en voormalig sportbestuurder van Italiaanse afkomst. Van 26 januari 2007 tot en met 8 oktober 2015 was hij voorzitter van de Europese voetbalbond UEFA. Hij wordt over het algemeen gezien als een van de meest elegante voetballers van zijn generatie. Het Hof van Arbitrage voor Sport (CAS) schorste Platini op 9 mei 2016 voor vier jaar en gaf hem een geldboete van 60.000 Zwitserse franken voor het zonder legale basis aannemen van een bedrag van twee miljoen Zwitserse franken uit handen van FIFA-president Sepp Blatter.

## Afkomst
Platini is de zoon van Aldo Platini en Anna Piccinelli, beiden van Italiaanse afkomst. Anna's voorouders komen uit de provincie Belluno, terwijl Aldo's vader een immigrant was uit Agrate Conturbia in de provincie Novara. Hij vestigde zich kort na de Eerste Wereldoorlog in Frankrijk. Platini's vader was een professioneel voetballer en was lange tijd directeur bij AS Nancy, de club waar Michel zijn professionele voetballoopbaan begon.

## Clubvoetbal
Zijn profcarrière begon in Noordoost-Frankrijk bij AS Nancy in het seizoen 1972-1973, waar hij zeven seizoenen voetbalde en in 1978 de Franse beker won. Platini's debuut bij AS Nancy was op 3 mei 1973. Platini vertrok naar AS Saint-Étienne in Zuidoost-Frankrijk in 1979, waar hij de Franse titel won in 1981, en waar hij samenspeelde met Johnny Rep. Hij boekte in de diverse EuropaCup-toernooien enkele zeer opmerkelijke prestaties met Saint-Etiénne: 7-11-1979 Saint-Etiénne-PSV 6-0; 26-11-1980 Hamburger SV-Saint-Etiénne 0-5.
In 1982 vertrok hij naar de Italiaanse Serie A-club Juventus in het Noordwest-Italiaanse Turijn, waar hij als middenvelder in 147 competitiewedstrijden 68 goals maakte. Platini hielp Juventus aan twee Italiaanse titels, de Italiaanse beker, de Europa Cup I (Heizeldrama) en de Europa Cup II, voordat hij in 1987 zijn actieve loopbaan afsloot.
Platini werd driemaal verkozen tot Europees Voetballer van het Jaar, tweemaal tot Beste Franse Voetballer Aller Tijden in 1976 en 1977, en 2 keer tot Beste Voetballer ter Wereld in 1984 en 1985.
Michel Platini was gewend met zijn shirt over de broek te spelen, net zoals Ruud Krol, Johnny Rep en Jesper Olsen.

## Interlands

### Frankrijk

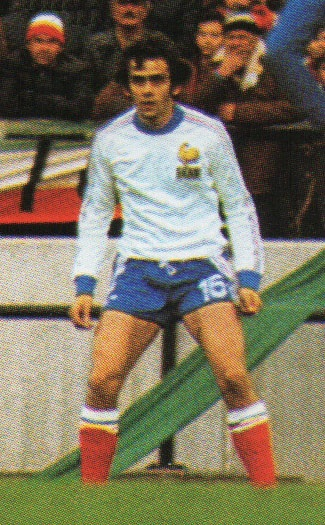
Michel Platini op 2 juni 1978 tijdens Italie-Frankrijk 2-1 op het WK voetbal 1978 in Argentinie.

Platini debuteerde op 27 maart 1976 voor het Frans elftal in een oefenduel in Parijs: Frankrijk-Tsjechoslowakije 2-2. Hij scoorde 1 goal uit een karakteristieke vrije trap. Zijn eerste grote eindtoernooi was het WK 1978 in Argentinië.
Platini was de aanvoerder van het Franse nationale elftal dat in 1984 het EK won. Platini werd topscorer van het toernooi met negen doelpunten. In totaal speelde Platini 72 wedstrijden, waarvan vijftig keer als aanvoerder, voor het Franse nationale elftal, waarin hij 41 maal scoorde. Daarmee was hij lange tijd all-time topscorer van Les Bleus. Op 17 oktober 2007 nam Thierry Henry de 'fakkel' over, na twee doelpunten tegen Litouwen (respectievelijk zijn 42e en 43e doelpunt). In 1976 vertegenwoordigde hij zijn vaderland bij de Olympische Spelen in Montreal, Canada.

### Koeweit
In 1988 speelde hij 21 minuten voor het nationale elftal van Koeweit tegen de Sovjet-Unie, op verzoek van emir Jaber al-Ahmad al-Jaber al-Sabah. De wedstrijd werd met 2-0 verloren. Het geld dat hij hiervoor kreeg ging naar een goed doel, namelijk het bouwen van een school.

## Trainerschap
Platini werd op 1 november 1988 verrassend gekozen tot coach van het nationale Franse elftal, als opvolger van Henri Michel, nadat Frankrijk zich niet had weten te kwalificeren voor het EK voetbal 1988. Van de Franse voetbalbond kreeg hij carte blanche om zijn selectie samen te stellen en een nieuw topteam op te bouwen, dat hoge ogen zou moeten gooien voor het Europees kampioenschap van 1992.
Hij bleef bondscoach tot en met 1992, maar kon zich niet kwalificeren voor het WK voetbal 1990. Daarentegen verliep de kwalificatie voor het EK 1992 zeer succesvol met acht overwinningen, onder meer tegen Spanje en Tsjecho-Slowakije. Onder zijn leiding bleef Frankrijk negentien interlands op rij ongeslagen. Met deze indrukwekkende resultaten werd Frankrijk dan ook gezien als favoriet voor de titel. Na een voortijdige uitschakeling in de groepsfase van het EK 1992 nam Platini op 2 juli 1992 ontslag. Hij werd opgevolgd door Gérard Houllier.
| Interlands Frankrijk onder leiding van Michel Platini | Interlands Frankrijk onder leiding van Michel Platini | Interlands Frankrijk onder leiding van Michel Platini | Interlands Frankrijk onder leiding van Michel Platini | Interlands Frankrijk onder leiding van Michel Platini | Interlands Frankrijk onder leiding van Michel Platini |
| №                                                     | Datum                                                 | Plaats                                                | Wedstrijd                                             | Uitslag                                               | Competitie                                            |
| ----------------------------------------------------- | ----------------------------------------------------- | ----------------------------------------------------- | ----------------------------------------------------- | ----------------------------------------------------- | ----------------------------------------------------- |
| 1                                                     | 19.11.1988                                            | Belgrado                                              | Joegoslavië – Frankrijk                               | 3–2                                                   | WK-kwalificatie                                       |
| 2                                                     | 07.02.1989                                            | Dublin                                                | Ierland – Frankrijk                                   | 0–0                                                   | Oefeninterland                                        |
| 3                                                     | 08.03.1989                                            | Glasgow                                               | Schotland – Frankrijk                                 | 2–0                                                   | WK-kwalificatie                                       |
| 4                                                     | 29.04.1989                                            | Parijs                                                | Frankrijk – Joegoslavië                               | 0–0                                                   | WK-kwalificatie                                       |
| 5                                                     | 16.08.1989                                            | Malmö                                                 | Zweden – Frankrijk                                    | 2–4                                                   | Oefeninterland                                        |
| 6                                                     | 05.09.1989                                            | Oslo                                                  | Noorwegen – Frankrijk                                 | 1–1                                                   | WK-kwalificatie                                       |
| 7                                                     | 11.10.1989                                            | Parijs                                                | Frankrijk – Schotland                                 | 3–0                                                   | WK-kwalificatie                                       |
| 8                                                     | 18.11.1989                                            | Toulouse                                              | Frankrijk – Cyprus                                    | 2–0                                                   | WK-kwalificatie                                       |
| 9                                                     | 21.01.1990                                            | Koeweit-Stad                                          | Koeweit – Frankrijk                                   | 0–1                                                   | Oefeninterland                                        |
| 10                                                    | 24.01.1990                                            | Koeweit-Stad                                          | Frankrijk – Duitse Democratische Republiek            | 3–0                                                   | Oefeninterland                                        |
| 11                                                    | 28.02.1990                                            | Montpellier                                           | Frankrijk – West-Duitsland                            | 2–1                                                   | Oefeninterland                                        |
| 12                                                    | 28.03.1990                                            | Boedapest                                             | Hongarije – Frankrijk                                 | 1–3                                                   | Oefeninterland                                        |
| 13                                                    | 15.08.1990                                            | Parijs                                                | Frankrijk – Polen                                     | 0–0                                                   | Oefeninterland                                        |
| 14                                                    | 05.09.1990                                            | Reykjavík                                             | IJsland – Frankrijk                                   | 1–2                                                   | EK-kwalificatie                                       |
| 15                                                    | 13.10.1990                                            | Parijs                                                | Frankrijk – Tsjecho-Slowakije                         | 2–1                                                   | EK-kwalificatie                                       |
| 16                                                    | 17.11.1990                                            | Tirana                                                | Albanië – Frankrijk                                   | 0–1                                                   | EK-kwalificatie                                       |
| 17                                                    | 20.02.1991                                            | Parijs                                                | Frankrijk – Spanje                                    | 3–1                                                   | EK-kwalificatie                                       |
| 18                                                    | 30.03.1991                                            | Parijs                                                | Frankrijk – Albanië                                   | 5–0                                                   | EK-kwalificatie                                       |
| 19                                                    | 14.08.1991                                            | Poznań                                                | Polen – Frankrijk                                     | 1–5                                                   | Oefeninterland                                        |
| 20                                                    | 04.09.1991                                            | Bratislava                                            | Tsjecho-Slowakije – Frankrijk                         | 1–2                                                   | EK-kwalificatie                                       |
| 21                                                    | 12.10.1991                                            | Sevilla                                               | Spanje – Frankrijk                                    | 1–2                                                   | EK-kwalificatie                                       |
| 22                                                    | 20.11.1991                                            | Parijs                                                | Frankrijk – IJsland                                   | 3–1                                                   | EK-kwalificatie                                       |
| 23                                                    | 19.02.1992                                            | Londen                                                | Engeland – Frankrijk                                  | 2–0                                                   | Oefeninterland                                        |
| 24                                                    | 25.03.1992                                            | Parijs                                                | Frankrijk – België                                    | 3–3                                                   | Oefeninterland                                        |
| 25                                                    | 27.05.1992                                            | Lausanne                                              | Zwitserland – Frankrijk                               | 2–1                                                   | Oefeninterland                                        |
| 26                                                    | 05.06.1992                                            | Lens                                                  | Frankrijk – Nederland                                 | 1–1                                                   | Oefeninterland                                        |
| 27                                                    | 10.06.1992                                            | Solna                                                 | Zweden – Frankrijk                                    | 1–1                                                   | EK-eindronde                                          |
| 28                                                    | 14.06.1992                                            | Malmö                                                 | Engeland – Frankrijk                                  | 0–0                                                   | EK-eindronde                                          |
| 29                                                    | 17.06.1992                                            | Malmö                                                 | Denemarken – Frankrijk                                | 2–1                                                   | EK-eindronde                                          |

## Sportbestuurder

### FFF-vice-directeur
Hij was samen met Fernand Sastre organisator van het WK voetbal 1998 in Frankrijk. Na een lobby van een aantal jaren werd Frankrijk in 1998 gastheer van het zestiende wereldkampioenschap voetbal, dat gehouden zou worden in 10 speelsteden. Volgens de nieuwe opzet zouden er voor het eerst 32 landen meedoen aan dit toernooi.
In 2001 werd Platini vice-directeur van de Franse voetbalbond. Hier hield hij zich onder andere bezig met INF Clairefontaine, het nationale voetbalinstituut van Frankrijk. Bij dit opleidingscentrum was Platini onder meer bezig met vernieuwingen van de programma's en faciliteiten en het doorontwikkelen van toepasbare pedagogische modellen betreft het voetbal. Het opleidingscentrum staat vandaag de dag bekend als een zeer geavanceerd instituut waar leerlingen worden begeleid en zich in een rustige omgeving op hoog niveau kunnen ontwikkelen.

### UEFA-voorzitter

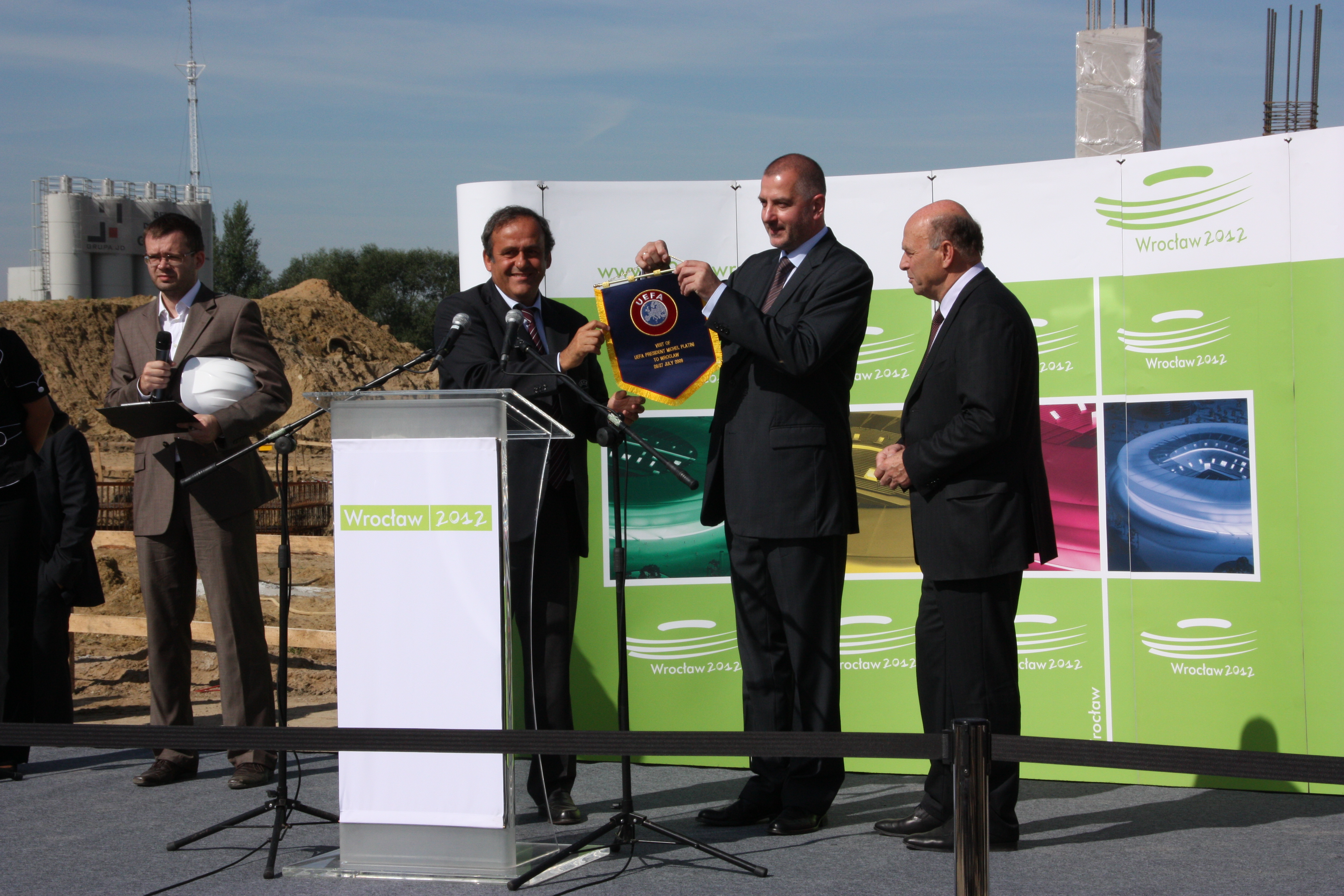
Michel Platini, Rafał Dutkiewicz, Grzegorz Lato (Wrocław, 2009).

Sinds 2002 was Platini lid van het uitvoerend bestuur van de UEFA. Op 26 januari 2007 werd hij op het UEFA-congres in Düsseldorf gekozen als nieuwe UEFA-voorzitter, als opvolger van Lennart Johansson die op 77-jarige leeftijd na 17 jaar afscheid nam.
Zijn persoonlijke wens bij zijn aanstelling is om meer gelijkheid te creëren in het Europese voetbalsysteem. De kapitaalkrachtige clubs uit Italië, Engeland en Spanje zouden te invloedrijk geworden zijn, waardoor andere landen en clubs zouden ondersneeuwen op sportief en financieel niveau. Hierdoor stelde Platini een aantal hervormingsplannen voor, die niet altijd door iedereen worden toegejuicht:
- Platini wilde onder meer de UEFA Champions League en de UEFA Cup qua opzet wijzigen, zodat meer landen betrokken raken bij deze toernooien en ook inkomsten genieten. Tijdens zijn bewind werd het toernooi om de UEFA Cup vervangen voor de meer prestigieuze UEFA Europa League. De Champions League zou in het voorstel slechts toegankelijk worden voor landskampioenen en bekerwinnaars.[2]
- In samenwerking met Sepp Blatter lanceerde Platini een idee om het aantal buitenlanders bij een club te beperken, de zogenoemde 6+5-regel. Elke ploeg uit het betaald voetbal zou verplicht moeten worden om in de basisopstelling minimaal 6 spelers op te stellen uit het eigen land. De 6+5-regel stuit binnen de EU op juridische problemen, omdat het volgens de wetgeving verboden is te discrimineren tussen werknemers uit eigen land en buitenlandse arbeidskrachten, zolang deze buitenlandse krachten ook afkomstig zijn uit de EU.
- Als UEFA-voorzitter wilde hij een einde maken aan de grote transferbedragen, welke volgens Platini een bedreiging vormen voor de financiële balans in de competities. Hij opperde voor een salarisplafond en een halt aan clubs die meer dan de helft van hun inkomsten aan salarissen besteden.
- Platini pleitte voor een strenger licentiesysteem. Clubs die in de Europese competities spelen moeten dan beter de boeken bijhouden en de salarissen en transferbedragen meteen uitkeren.[3]
- De Fransman wilde af van transfers van spelers die jonger zijn dan achttien jaar. Spelers zouden ten minste achttien jaar oud moeten zijn om te kunnen worden verkocht.[4]

Omdat er geen andere kandidaten waren voor de post, werd Platini op 22 maart 2011 herkozen als voorzitter van de UEFA voor de duur van vier jaar. Ook in 2015 werd Platini herkozen als voorzitter en was er opnieuw geen tegenkandidaat.

## Schorsing als sportbestuurder
De tuchtraad van de ethische commissie van de FIFA schorste Platini op 21 december 2015 voor acht jaar. De schorsing ging per direct in. Het werd Platini verboden om in die periode voetbalgerelateerde activiteiten te ontplooien, sportief, administratief of anderszins. Tevens kreeg hij een boete van 80.000 Zwitserse franken opgelegd. Als reden gaf de commissie dat Platini in februari 2011 van Sepp Blatter ten onrechte een betaling heeft geaccepteerd van twee miljoen Zwitserse franken. Volgens Platini zou het geld een verlate verrekening zijn voor legitieme diensten die hij tussen januari 2001 en juni 2002 voor de FIFA uitgevoerd zou hebben. De ethische commissie van de FIFA was echter van mening dat voor de betaling geen wettige basis bestond. Zowel Platini als Blatter gaf aan dat er een mondelinge overeenkomst was, maar die opmerkingen werden als niet overtuigend beschouwd. De commissie oordeelde dat er geen bewijs was gevonden dat Platini door Blatter was omgekocht, maar wel dat er voldoende gronden waren aan te nemen dat de betaling als een geschenk kon worden gezien en daarmee als een overtreding van de FIFA-richtlijnen. Het werd Platini - en in een aparte procedure ook Blatter - tevens verweten dat hij de betaling altijd heeft verzwegen. Blatter werd op dezelfde dag eveneens voor acht jaar geschorst en kreeg een boete van 50.000 Zwitserse franken.
De procureur-generaal van Zwitserland opende op 24 september 2015 al een strafrechtelijk onderzoek naar Blatter op verdenking van "crimineel mismanagement" en "verduistering", mede vanwege de betaling van de twee miljoen Zwitserse franken aan Platini. Op 25 september 2015 deed het Zwitserse Openbaar Ministerie een inval in het FIFA-kantoor van Blatter, waarbij gegevens in beslag werden genomen. Platini werd verhoord als getuige.
Hangende het onderzoek van de ethische commissie van de FIFA werden beiden in eerste instantie op 8 oktober 2015 voor 90 dagen door deze commissie geschorst, waardoor zij toen al geen voetbalgerelateerde activiteiten meer mochten ontplooien, op nationaal en internationaal niveau. Platini legde daarop zijn taken als UEFA-voorzitter gedurende deze schorsing neer. In hoger beroep werd de schorsing teruggebracht tot zes jaar. Op 9 mei 2016 bracht het sporttribunaal CAS na een beroepsprocedure de schorsing terug tot een van vier jaar en een boete van 60.000 Zwitserse franken. Dezelfde dag trok Platini zich definitief terug als UEFA-voorzitter. Ook na zijn laatste schorsing bleef hij volhouden onschuldig te zijn. Sinds 8 oktober 2015 mag hij vanwege een eerdere schorsing in deze zaak geen voetbalgerelateerde activiteiten uitvoeren. De schorsing eindigde in oktober 2019.

## Onderzoek corruptie
In juni 2019 werd Platini door de Franse politie opgepakt en verhoord naar aanleiding van vermoedens van corruptie bij de toewijzing van het Wereldkampioenschap voetbal 2022 aan Qatar. Naast Platini werden ook Sophie Dion en Claude Guéant verhoord, respectievelijk adviseur van voormalig Frans president Nicolas Sarkozy en secretaris-generaal van het Élysée onder de oud-president. Platini werd ervan verdacht voor de toewijzing aan Qatar in plaats van de Verenigde Staten te hebben gestemd op aandringen van Sarkozy. In ruil zouden de Qatari voetbalclub Paris Saint-Germain overnemen, in het Franse mediabedrijf Lagardère stappen en een nieuwe sportzender (BeIN Sports) oprichten. Over deze regeling zou onderhandeld zijn in 2010 tijdens een geheime ontmoeting van de betrokkenen op het Élysée. Na het verhoor werd Platini opnieuw vrijgelaten.

## Erelijst
Als speler
 Nancy
- Division 2: 1974/75
- Coupe de France: 1977/78

 Saint-Étienne
- Division 1: 1980/81

 Juventus
- Serie A: 1983/84, 1985/86
- Coppa Italia: 1982/83
- Europacup II: 1983/84
- Europese Supercup: 1984
- Europacup I: 1984/85
- Wereldbeker voor clubteams: 1985

 Frankrijk
- UEFA EK: 1984
- Artemio Franchi Cup: 1985
- Kwalificatie Olympische Spelen: 1976

Persoonlijk als speler
- Ballon d'Or: 1983, 1984, 1985
- Onze d'Or: 1983, 1984, 1985
- Onze d'Argent: 1977
- IOC Europees Voetballer van het Seizoen: 1983/84, 1984/85
- World Soccer Speler van het Jaar: 1984, 1985
- Europees kampioenschap voetbal Speler van het Toernooi: 1984
- Europees kampioenschap voetbal (topscoorder): 1984
- Europees kampioenschap voetbal: 1984
- Frans Speler van het Jaar: 1976, 1977
- Frans Speler van de Eeuw: 1999
- L'Équipe Frans Kampioen der Kampioenen: 1977, 1984
- FIFA XI: 1979
- Guerin d'Oro: 1984
- Capocannoniere (topscoorder Serie A): 1982/83, 1983/84, 1984/85
- Topscoorder Europacup I: 1984/85
- Wereldbeker voor clubteams Prijs Meest Waardevolle Speler van de Wedstrijd: 1985
- Wereldkampioenschap voetbal All-Star Team: 1982, 1986
- Wereldkampioenschap voetbal All-Time Team: 1994
- Wereldelftal van de twintigste eeuw: 1998
- Wereldkampioenschap voetbal Dream Team: 2002
- Hall of Fame van het Italiaans voetbal
- Hall of Fame van het Engels voetbal
- Artemio Franchi Prijs
- Golden Foot: 2004, als voetballegende
- FIFA 100
- UEFA Golden Jubilee Poll: #9
- Premio internazionale Giacinto Facchetti: 2011
- Globe Soccer Awards Player Career Award: 2012
- IFFHS Legends
- Juventus Greatest XI of All Time: 2017

Persoonlijk als trainer
- El País Europees Trainer van het Jaar: 1991
- World Soccer Trainer van het Jaar: 1991

Eretitels
- Chevalier of the Légion d'honneur: 1985
- Officier of the Ordre national du Mérite: 1994
- Officier of the Légion d'honneur: 1998